# Choisir d'aimer
Pour plus de détails, voir Fiche technique et Distribution.
Choisir d'aimer est un moyen métrage français réalisé par Rachid Hami, sorti en 2008.

## Fiche technique
- Titre : Choisir d'aimer
- Réalisation : Rachid Hami
- Scénario : Rachid Hami
- Photographie : Béatrice Mizrahi
- Son : Gautier Isern
- Montage : Joëlle Hache et Rachid Hami
- Société de production : Mezzanine Films
- Pays d’origine :  France
- Durée : 56 minutes
- Date de sortie : France, 23 janvier 2008

## Distribution
- Leïla Bekhti : Sarah
- Baya Belal : Fatima
- Rabah Benamouri : Omar
- Manale Daoud : Manale
- Louis Garrel : Pascal
- Rachid Hami : Yacine
- Brigitte Sy : Isabelle
- Mylène Jampanoï : Julie
- Mahmoud Said : Nordine

## Distinctions
- 2008 : Prix du public au Festival du cinéma de Brive